# ゾンビチャイルド
『ゾンビチャイルド』は、2009年に製作された映画。辻岡正人、夢原まひろ主演。八十川勝監督、原案。